# Tjita
Denna artikel behandlar staden. Floden återfinns under Tjita (flod), oblastet under Tjita oblast.

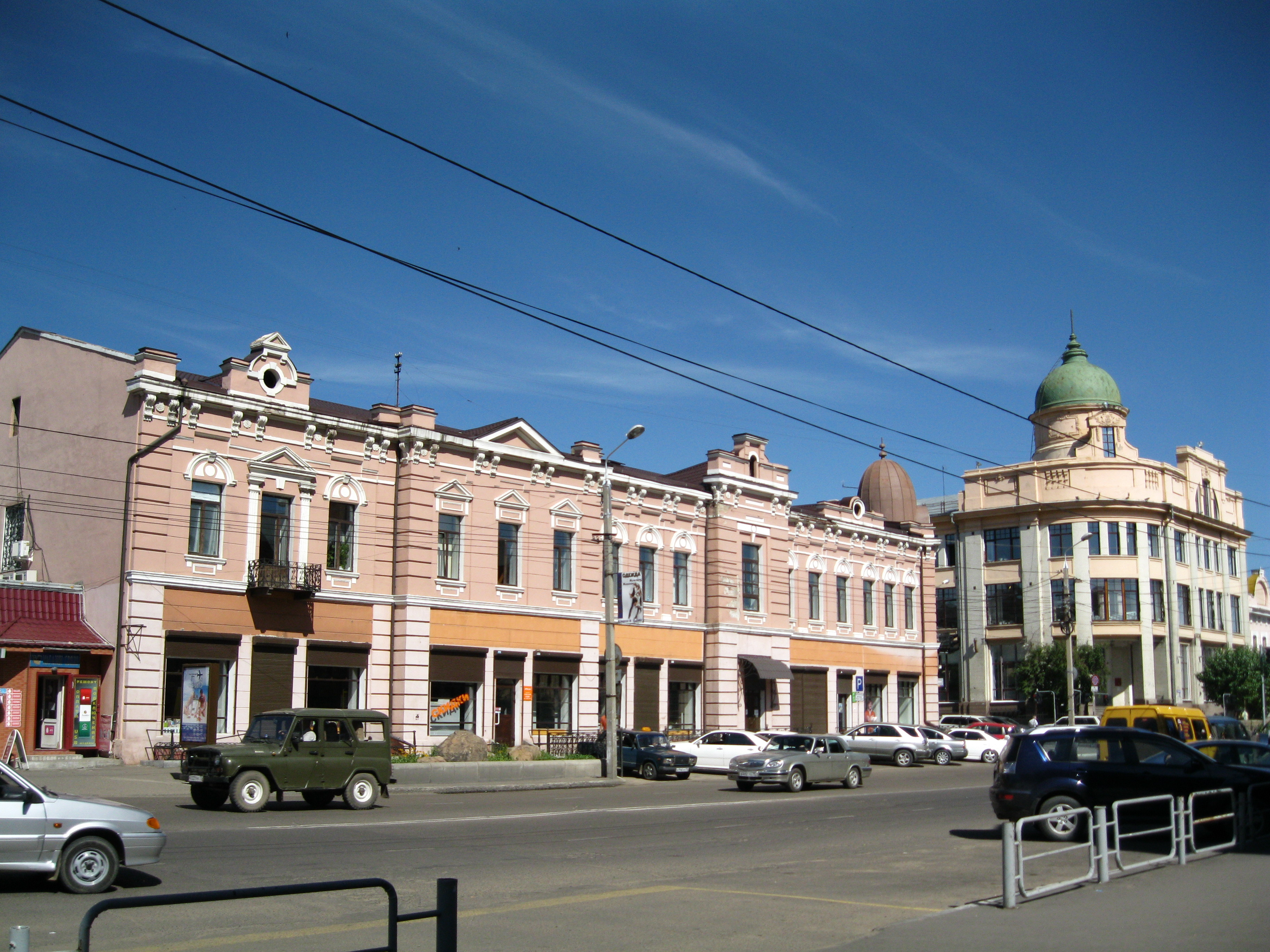
Gata i Tjita.

Tjita (ryska: Чита́) är en stad i södra Sibirien i östra Ryssland med 339 453 invånare i början av 2015. Staden ligger där floden Tjita rinner samman med Ingoda. Den är huvudort i Zabajkalskij kraj. Staden är ett viktigt industricentrum och har därtill universitet. Den transsibiriska järnvägen går genom Tjita.
Staden grundades år 1653. År 1706 byggdes en fästning på platsen. Efter det misslyckade dekabristupproret år 1825 sändes många av dekabristerna i fångenskap till staden. Tjita fick stadsprivilegier 1851.
Efter ryska revolutionen kom staden att kontrolleras av kontrarevolutionära styrkor (vita armén) mellan 1918 och 1920. Sovjetisk kontroll upprättades 1920 och Tjita blev huvudstad i den sovjetiskkontrollerade Fjärranösternrepubliken fram till 1922, då den slogs samman med den ryska sovjetrepubliken. Tjita blev huvudstad i oblastet med samma namn då detta upprättades 1937. Från 1930-talet fram till slutet av sovjettiden var Tjita förbjudet område för utlänningar.
Tjita var fram till 2000-talet ändpunkten på Rysslands vägnät. Längre än strax öster om Tjita gick inte vägarna från västra Ryssland till dess en genomgående väg byggdes 2000-2004, Transsibiriska vägen.